# Батенкова-Бауман, Юлия Викторовна
Юлия Викторовна Батенкова-Бауман (укр. Юлія Вікторівна Батенкова-Бауман; род. 20 сентября 1983 года в Симферополе, Крымская АССР, Украинская ССР, СССР) — украинская биатлонистка, лыжница. Заслуженный мастер спорта Украины.

## Биография
Юлия Викторовна Батенкова-Бауман родилась 20 сентября 1983 года в городе Симферополь. С пяти до восьми лет занималась гимнастикой. В результате автомобильной катастрофы в 1991 году получила травму, которая повлекла ампутацию правой руки. В аварии погибли её мать и брат. Сейчас занимается лыжными гонками и биатлоном в Волынском областном центре «Инваспорт».

## Спортивная карьера
Свою спортивную карьеру начала с легкой атлетики. Многократная чемпионка Украины по легкой атлетике на беговых дистанциях 400 м и 1500 м. С 2004 года начала заниматься зимними видами спорта. Юлия стала призёром на этапах Кубков мира по лыжным гонкам сезона 2004—2005 годов. Она является мастером спорта Украины международного класса по лыжным гонкам и биатлону (2005 год, 2006 год).
Юлия стала чемпионкой, серебряным и бронзовым призёром по лыжным гонкам и серебряным призёром по биатлону Кубка мира 2007 года. В 2008 году — серебряным и трёхкратным бронзовым призёром по лыжным гонкам и биатлону Кубка мира 2008 года среди спортсменов-инвалидов с поражениями опорно-двигательного аппарата.
В 2009 году она стала чемпионкой и серебряным призёром по лыжным гонкам Кубка мира в Сьюсьоен, Норвегия; чемпионкой (на длинной дистанции) и двукратной серебряным призёром (в эстафете, на средней дистанции) на лыжных гонках Чемпионата мира 2009 года в Вуокатти, Финляндия.
В Чемпионате мира 2011 года, по результатам выступлений, Юлия завоевала серебряную и бронзовую медали в лыжных гонках (на длинной и средней дистанциях). На Кубке мира 2011 года спортсменка завоевала бронзовую медаль в лыжных гонках с преследованием 7,5 км. По результатам участия в Кубках мира 2012 года получила четыре золотых и три серебряных медалей.
На Чемпионате мира 2013 года в Солефти, Швеция получила две золотых наград в лыжных гонках (на длинной дистанции) и биатлоне (на короткой дистанции), а также две серебряные медали в лыжных гонках (на средней дистанции) и эстафете (смешанный класс). Она является двукратным серебряным призёром финала Кубка мира 2013 года.
В январе 2014 года в Вуокатти, Финляндия она завоевала «серебро» (биатлон, гонка преследования) и три «бронзы» (биатлон, короткая дистанция, 6 км; лыжные гонки, средняя и короткая дистанции). В Оберстдорф, Германия она получила серебряные (лыжные гонки, средняя дистанция 5 км классический стиль) и бронзовые медали (лыжные гонки, длинная дистанция, свободный стиль 15 км). В Оберрид, Германия получила «бронзу» по биатлону (средняя дистанция).
Награждена орденом «За заслуги» III степени (2018), орденом княгини Ольги III степени (2006 год), II степени (2010 год) и I степени (2014 год).

## Спортивные достижения
- Серебро — Зимние Паралимпийские игры 2006 года (лыжные гонки, 10 км.)
- Бронза — Зимние Паралимпийские игры 2006 года (лыжные гонки, 5 км.)
- Бронза — Зимние Паралимпийские игры 2006 года (лыжные гонки, 15 км.)
- Бронза — Зимние Паралимпийские игры 2006 года (биатлон, 3 x 2,5 км.)
- Серебро — Зимние Паралимпийские игры 2006 года (биатлон, 12,5 км.)
- Серебро — Лыжные гонки, индивидуальная гонка, 5 км (5 км)
- Серебро — Лыжные гонки (эстафета, 3х2, 5 км)
- Бронза — Зимние Паралимпийские игры 2010 года (биатлон, 15 км инд. гонка)
- Бронза — Зимние Паралимпийские игры 2010 года (лыжные гонки, Спринт 1 км, классика)
- Бронза — Зимние Паралимпийские игры 2014 (биатлон, 6 км.)[7]
- Серебро — Зимние Паралимпийские игры 2014 года (лыжные гонки, 15 км.)